# Strafing

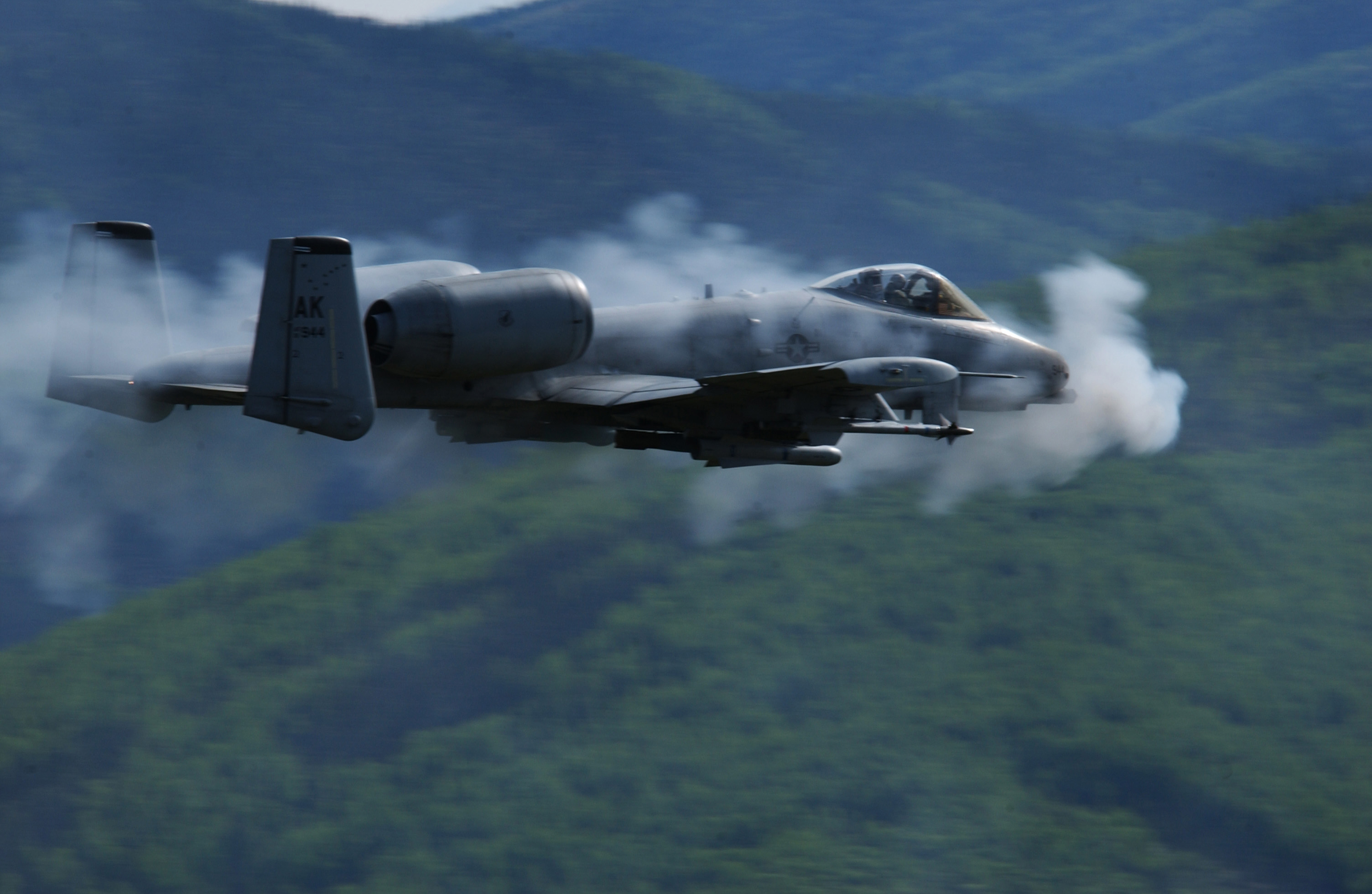
Samolot szturmowy A-10 wykonujący ostrzał z broni pokładowej

Ostrzał z broni pokładowej to rodzaj ataku powietrznego na cele naziemne, polegający na ostrzeliwaniu ich zamontowanym w samolocie uzbrojeniem strzeleckim. Ataków, w których oprócz tego rodzaju uzbrojenia używane są także bomby czy pociski rakietowe zazwyczaj nie uznaje się za ostrzał z broni pokładowej.

## Historia

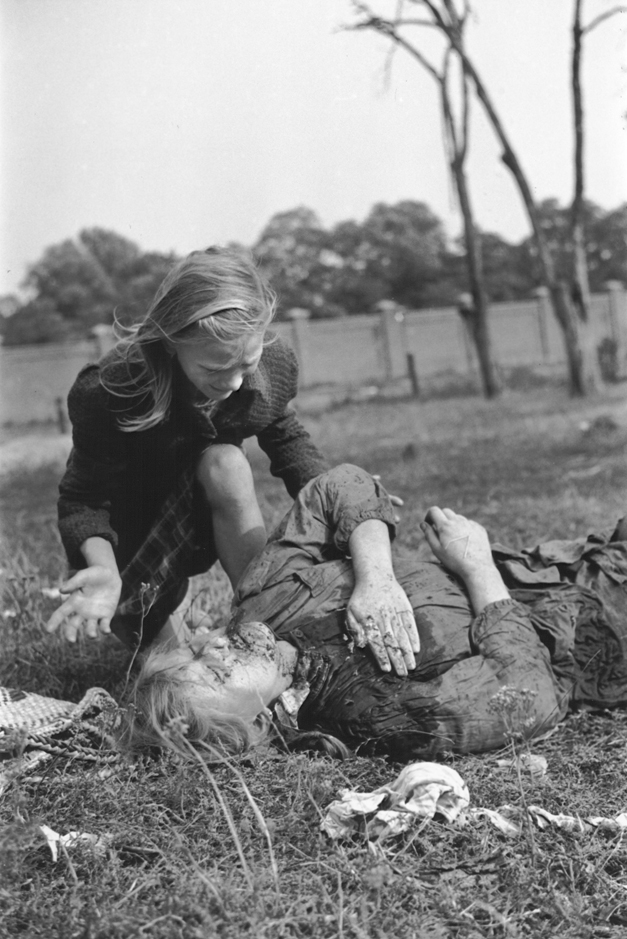
Kazimiera Mika płacząca nad ciałem swojej siostry Andzi - ofiary niemieckiego ostrzału z broni pokładowej

Ostrzał z broni pokładowej dość powszechnie wykorzystywano w czasach I wojny światowej. Okopy oraz kolumny wozów z zaopatrzeniem były łatwym celem dla samolotów, choć z drugiej strony te ostatnie były też dużo bardziej narażone na ostrzał z ziemi niż np. w czasie kolejnej wojny. Ostrzał z broni pokładowej wykorzystywano do uderzeń wymagających precyzji, większe cele (np. budynki) atakowano przy użyciu bomb. Przykładowo, amerykański as lotniczy Edward Rickenbacker zaatakował metodą ostrzału z broni pokładowej niemieckich artylerzystów podczas bitwy o Saint-Mihiel. Zaczęły się też pojawiać samoloty wyspecjalizowane w atakach na cele naziemne (protoplaści dzisiejszych samolotów szturmowych), jak niemiecki Junkers J.I czy brytyjski Sopwith Salamander (tzw. trench fighter, czyli myśliwiec okopowy).
ostrzał z broni pokładowej był szeroko wykorzystywany przez lotników w trakcie II wojny światowej. W trakcie kampanii wrześniowej niemieccy piloci atakowali uciekających na wschód Polaków przy użyciu karabinów i działek w swoich samolotach. W okresie między bitwą o Anglię a inwazją w Normandii powszechną praktyką wśród pilotów alianckich były wyprawy nad kontynent, aby tam atakować wybrane cele według własnego uznania. Szczególnie cenioną "zdobyczą" były pociągi z zaopatrzeniem. Do ostrzału z broni pokładowej nad terytorium niemieckim wykorzystywano m.in. samoloty dwusilnikowe de Havilland Mosquito. Pojawiły się też pierwsze dedykowane samoloty szturmowe (w tym Ił-2).
W latach 60. nastąpił gwałtowny rozwój broni kierowanej, m.in. bomb naprowadzanych czy kierowanych pocisków powietrznych, co doprowadziło do tego, że niektóre samoloty (jak np. F-4 Phantom czy Grumman A-6 Intruder) w ogóle nie miały zainstalowanej broni strzeleckiej. Jednak duże straty związane z jej brakiem (wczesne pociski kierowane były bardzo zawodne i po ich wystrzelaniu pozbawiony broni strzeleckiej samolot był właściwie bezbronny) doprowadziły najpierw do skonstruowania podwieszanych zasobników strzeleckich (tzw. gunpods), a później do powrotu broni strzeleckiej jako stałego uzbrojenia samolotu. Tym samym ostrzał z broni pokładowej wrócił do łask.
Dziś ostrzał z broni pokładowej wciąż jest praktykowany, ale w dużej mierze przez samoloty szturmowe, rzadziej przez myśliwce.